# Volta ao Luxemburgo de 2020
A 80.ª edição da Volta ao Luxemburgo foi uma corrida de ciclismo de estrada por etapas que decorreu entre 15 e 19 de setembro de 2020 com início e final na cidade de Luxemburgo no Luxemburgo. O percurso constou de um total de 5 etapas sobre uma distância total de 716,5 km.
A corrida fez parte do circuito UCI ProSeries de 2020 dentro da categoria 2.pro. O vencedor final foi o italiano Diego Ulissi do UAE Emirates seguido do norueguês Markus Hoelgaard do Uno-X e o belga Aimé De Gendt do Circus-Wanty Gobert.

## Equipas participantes
Tomaram parte na corrida 23 equipas, dos quais 8 foram de categoria UCI WorldTeam, 12 de categoria UCI ProTeam e 3 de categoria Continental, quem conformaram um pelotão de 138 ciclistas dos quais terminaram 103. As equipas participantes foram:
| Equipes WorldTeam (8)- AG2R La Mondiale - Astana - Bahrain McLaren - Groupama-FDJ - Lotto Soudal - NTT Pro Cycling - Trek-Segafredo - UAE Team Emirates Equipes ProTeam (12)- Alpecin-Fenix - Bardiani CSF Faizanè - Bingoal-Wallonie Bruxelles - Burgos-BH - Caja Rural-Seguros RGA - Circus-Wanty Gobert - Nippo Delko One Provence - Riwal Securitas - Sport Vlaanderen-Baloise - Arkéa-Samsic - Uno-X Pro Cycling Team - Vini Zabù-KTM Equipes Continentais (3)- Leopard - Natura4Ever-Roubaix Lille Métropole - Vorarlberg Santic |
| |

## Etapas
| Etapa | Data    | Percurso                | type            | Distância (km) | Vencedor       | Líder geral          |
| ----- | ------- | ----------------------- | --------------- | -------------- | -------------- | -------------------- |
| 1     | 15 set. | Luxemburgo – Luxemburgo | etapa escarpada | 133,5          | Diego Ulissi   | Diego Ulissi         |
| 2     | 16 set. | Remich – Hesper         | etapa escarpada | 40,7           | Arnaud Démare  | Diego Ulissi         |
| 3     | 17 set. | Rouspert – Schifflange  | etapa escarpada | 164,3          | John Degenkolb | Eduard-Michael Grosu |
| 4     | 18 set. | Rodange – Differdange   | etapa escarpada | 201            | Diego Ulissi   | Diego Ulissi         |
| 5     | 19 set. | Mersch – Luxemburgo     | etapa escarpada | 177            | Andreas Kron   | Diego Ulissi         |

## Desenvolvimento da corrida

### 1.ª etapa
| Luxemburgo - Luxemburgo | etapa escarpada | (133,5 km) |

| \| Classificação por etapas \| Classificação por etapas \| Classificação por etapas \| Classificação por etapas \| Classificação por etapas \| \| Ciclista \| Ciclista \| Equipe \| Tempo \| \| \| ------------------------ \| ------------------------ \| ------------------------ \| ------------------------ \| ------------------------ \| \| 1. \| Diego Ulissi \| UAE Team Emirates \| 3h13m15s \| \| \| 2. \| Amaury Capiot \| Sport Vlaanderen-Baloise \| + 0s \| \| \| 3. \| Eduard-Michael Grosu \| Nippo-Delko One Provence \| + 0s \| \| \| 4. \| Jon Aberasturi \| Caja Rural-Seguros RGA \| + 0s \| \| \| 5. \| Jasper Philipsen \| UAE Team Emirates \| + 0s \| \| \| 6. \| Rui Oliveira \| UAE Team Emirates \| + 0s \| \| \| 7. \| Alexander Krieger \| Alpecin-Fenix \| + 0s \| \| \| 8. \| Eros Capecchi \| Bahrain McLaren \| + 0s \| \| \| 9. \| Markus Hoelgaard \| Uno-X Pro Cycling Team \| + 0s \| \| \| 10. \| Jordi Warlop \| Sport Vlaanderen-Baloise \| + 0s \| \| |                      |                          |          |
| |                      |                          |          |
| Fonte: ProCyclingStats |                      |                          |          |
| Classificação por etapas |                      |                          |          |
| Ciclista | Ciclista             | Equipe                   | Tempo    |
| 1. | Diego Ulissi         | UAE Team Emirates        | 3h13m15s |
| 2. | Amaury Capiot        | Sport Vlaanderen-Baloise | + 0s     |
| 3. | Eduard-Michael Grosu | Nippo-Delko One Provence | + 0s     |
| 4. | Jon Aberasturi       | Caja Rural-Seguros RGA   | + 0s     |
| 5. | Jasper Philipsen     | UAE Team Emirates        | + 0s     |
| 6. | Rui Oliveira         | UAE Team Emirates        | + 0s     |
| 7. | Alexander Krieger    | Alpecin-Fenix            | + 0s     |
| 8. | Eros Capecchi        | Bahrain McLaren          | + 0s     |
| 9. | Markus Hoelgaard     | Uno-X Pro Cycling Team   | + 0s     |
| 10. | Jordi Warlop         | Sport Vlaanderen-Baloise | + 0s     |

| \| Classificação geral \| Classificação geral \| Classificação geral \| Classificação geral \| Classificação geral \| \| Ciclista \| Ciclista \| Equipe \| Tempo \| \| \| ------------------- \| -------------------- \| ------------------------ \| ------------------- \| ------------------- \| \| 1. \| Diego Ulissi \| UAE Team Emirates \| 3h13m02s \| \| \| 2. \| Amaury Capiot \| Sport Vlaanderen-Baloise \| + 7s \| \| \| 3. \| Eduard-Michael Grosu \| Nippo-Delko One Provence \| + 7s \| \| \| 4. \| Petr Vakoč \| Alpecin-Fenix \| + 12s \| \| \| 5. \| Jon Aberasturi \| Caja Rural-Seguros RGA \| + 13s \| \| \| 6. \| Jasper Philipsen \| UAE Team Emirates \| + 13s \| \| \| 7. \| Rui Oliveira \| UAE Team Emirates \| + 13s \| \| \| 8. \| Alexander Krieger \| Alpecin-Fenix \| + 13s \| \| \| 9. \| Eros Capecchi \| Bahrain McLaren \| + 13s \| \| \| 10. \| Markus Hoelgaard \| Uno-X Pro Cycling Team \| + 13s \| \| |                      |                          |          |
| |                      |                          |          |
| Fonte: ProCyclingStats |                      |                          |          |
| Classificação geral |                      |                          |          |
| Ciclista | Ciclista             | Equipe                   | Tempo    |
| 1. | Diego Ulissi         | UAE Team Emirates        | 3h13m02s |
| 2. | Amaury Capiot        | Sport Vlaanderen-Baloise | + 7s     |
| 3. | Eduard-Michael Grosu | Nippo-Delko One Provence | + 7s     |
| 4. | Petr Vakoč           | Alpecin-Fenix            | + 12s    |
| 5. | Jon Aberasturi       | Caja Rural-Seguros RGA   | + 13s    |
| 6. | Jasper Philipsen     | UAE Team Emirates        | + 13s    |
| 7. | Rui Oliveira         | UAE Team Emirates        | + 13s    |
| 8. | Alexander Krieger    | Alpecin-Fenix            | + 13s    |
| 9. | Eros Capecchi        | Bahrain McLaren          | + 13s    |
| 10. | Markus Hoelgaard     | Uno-X Pro Cycling Team   | + 13s    |

### 2.ª etapa
| Remich - Hesper | etapa escarpada | (40,7 km) |

| \| Classificação por etapas \| Classificação por etapas \| Classificação por etapas \| Classificação por etapas \| Classificação por etapas \| \| Ciclista \| Ciclista \| Equipe \| Tempo \| \| \| ------------------------ \| --------------------------- \| ------------------------ \| ------------------------ \| ------------------------ \| \| 1. \| Arnaud Démare \| Groupama-FDJ \| 50m06s \| \| \| 2. \| Jasper Philipsen \| UAE Team Emirates \| + 0s \| \| \| 3. \| Alexander Krieger \| Alpecin-Fenix \| + 0s \| \| \| 4. \| Jordi Warlop \| Sport Vlaanderen-Baloise \| + 0s \| \| \| 5. \| Amaury Capiot \| Sport Vlaanderen-Baloise \| + 0s \| \| \| 6. \| Jacopo Guarnieri \| Groupama-FDJ \| + 0s \| \| \| 7. \| Eduard-Michael Grosu \| Nippo-Delko One Provence \| + 0s \| \| \| 8. \| Rui Oliveira \| UAE Team Emirates \| + 0s \| \| \| 9. \| Martijn Budding \| Riwal Securitas \| + 0s \| \| \| 10. \| Reinardt Janse van Rensburg \| NTT Pro Cycling \| + 0s \| \| |                             |                          |        |
| |                             |                          |        |
| Fonte: ProCyclingStats |                             |                          |        |
| Classificação por etapas |                             |                          |        |
| Ciclista | Ciclista                    | Equipe                   | Tempo  |
| 1. | Arnaud Démare               | Groupama-FDJ             | 50m06s |
| 2. | Jasper Philipsen            | UAE Team Emirates        | + 0s   |
| 3. | Alexander Krieger           | Alpecin-Fenix            | + 0s   |
| 4. | Jordi Warlop                | Sport Vlaanderen-Baloise | + 0s   |
| 5. | Amaury Capiot               | Sport Vlaanderen-Baloise | + 0s   |
| 6. | Jacopo Guarnieri            | Groupama-FDJ             | + 0s   |
| 7. | Eduard-Michael Grosu        | Nippo-Delko One Provence | + 0s   |
| 8. | Rui Oliveira                | UAE Team Emirates        | + 0s   |
| 9. | Martijn Budding             | Riwal Securitas          | + 0s   |
| 10. | Reinardt Janse van Rensburg | NTT Pro Cycling          | + 0s   |

| \| Classificação geral \| Classificação geral \| Classificação geral \| Classificação geral \| Classificação geral \| \| Ciclista \| Ciclista \| Equipe \| Tempo \| \| \| ------------------- \| --------------------------- \| ------------------------ \| ------------------- \| ------------------- \| \| 1. \| Diego Ulissi \| UAE Team Emirates \| 4h03m11s \| \| \| 2. \| Jasper Philipsen \| UAE Team Emirates \| + 4s \| \| \| 3. \| Amaury Capiot \| Sport Vlaanderen-Baloise \| + 4s \| \| \| 4. \| Eduard-Michael Grosu \| Nippo-Delko One Provence \| + 4s \| \| \| 5. \| Alexander Krieger \| Alpecin-Fenix \| + 6s \| \| \| 6. \| Rui Oliveira \| UAE Team Emirates \| + 7s \| \| \| 7. \| Jordi Warlop \| Sport Vlaanderen-Baloise \| + 10s \| \| \| 8. \| Reinardt Janse van Rensburg \| NTT Pro Cycling \| + 10s \| \| \| 9. \| Petr Vakoč \| Alpecin-Fenix \| + 12s \| \| \| 10. \| Jon Aberasturi \| Caja Rural-Seguros RGA \| + 13s \| \| |                             |                          |          |
| |                             |                          |          |
| Fonte: ProCyclingStats |                             |                          |          |
| Classificação geral |                             |                          |          |
| Ciclista | Ciclista                    | Equipe                   | Tempo    |
| 1. | Diego Ulissi                | UAE Team Emirates        | 4h03m11s |
| 2. | Jasper Philipsen            | UAE Team Emirates        | + 4s     |
| 3. | Amaury Capiot               | Sport Vlaanderen-Baloise | + 4s     |
| 4. | Eduard-Michael Grosu        | Nippo-Delko One Provence | + 4s     |
| 5. | Alexander Krieger           | Alpecin-Fenix            | + 6s     |
| 6. | Rui Oliveira                | UAE Team Emirates        | + 7s     |
| 7. | Jordi Warlop                | Sport Vlaanderen-Baloise | + 10s    |
| 8. | Reinardt Janse van Rensburg | NTT Pro Cycling          | + 10s    |
| 9. | Petr Vakoč                  | Alpecin-Fenix            | + 12s    |
| 10. | Jon Aberasturi              | Caja Rural-Seguros RGA   | + 13s    |

### 3.ª etapa
| Rouspert - Schifflange | etapa escarpada | (164,3 km) |

| \| Classificação por etapas \| Classificação por etapas \| Classificação por etapas \| Classificação por etapas \| Classificação por etapas \| \| Ciclista \| Ciclista \| Equipe \| Tempo \| \| \| ------------------------ \| --------------------------- \| ------------------------ \| ------------------------ \| ------------------------ \| \| 1. \| John Degenkolb \| Lotto-Soudal \| 3h35m43s \| \| \| 2. \| Eduard-Michael Grosu \| Nippo-Delko One Provence \| + 0s \| \| \| 3. \| Pieter Vanspeybrouck \| Circus-Wanty Gobert \| + 0s \| \| \| 4. \| Reinardt Janse van Rensburg \| NTT Pro Cycling \| + 0s \| \| \| 5. \| Yevgeniy Gidich \| Astana \| + 0s \| \| \| 6. \| August Jensen \| Riwal Securitas \| + 0s \| \| \| 7. \| Amaury Capiot \| Sport Vlaanderen-Baloise \| + 0s \| \| \| 8. \| Jordi Warlop \| Sport Vlaanderen-Baloise \| + 0s \| \| \| 9. \| Lawrence Naesen \| AG2R La Mondiale \| + 0s \| \| \| 10. \| Alexander Krieger \| Alpecin-Fenix \| + 0s \| \| |                             |                          |          |
| |                             |                          |          |
| Fonte: ProCyclingStats |                             |                          |          |
| Classificação por etapas |                             |                          |          |
| Ciclista | Ciclista                    | Equipe                   | Tempo    |
| 1. | John Degenkolb              | Lotto-Soudal             | 3h35m43s |
| 2. | Eduard-Michael Grosu        | Nippo-Delko One Provence | + 0s     |
| 3. | Pieter Vanspeybrouck        | Circus-Wanty Gobert      | + 0s     |
| 4. | Reinardt Janse van Rensburg | NTT Pro Cycling          | + 0s     |
| 5. | Yevgeniy Gidich             | Astana                   | + 0s     |
| 6. | August Jensen               | Riwal Securitas          | + 0s     |
| 7. | Amaury Capiot               | Sport Vlaanderen-Baloise | + 0s     |
| 8. | Jordi Warlop                | Sport Vlaanderen-Baloise | + 0s     |
| 9. | Lawrence Naesen             | AG2R La Mondiale         | + 0s     |
| 10. | Alexander Krieger           | Alpecin-Fenix            | + 0s     |

| \| Classificação geral \| Classificação geral \| Classificação geral \| Classificação geral \| Classificação geral \| \| Ciclista \| Ciclista \| Equipe \| Tempo \| \| \| ------------------- \| --------------------------- \| ------------------------ \| ------------------- \| ------------------- \| \| 1. \| Eduard-Michael Grosu \| Nippo-Delko One Provence \| 7h38m49s \| \| \| 2. \| Diego Ulissi \| UAE Team Emirates \| + 5s \| \| \| 3. \| Amaury Capiot \| Sport Vlaanderen-Baloise \| + 9s \| \| \| 4. \| Alexander Krieger \| Alpecin-Fenix \| + 11s \| \| \| 5. \| Vincenzo Albanese \| Bardiani CSF Faizanè \| + 12s \| \| \| 6. \| Rui Oliveira \| UAE Team Emirates \| + 12s \| \| \| 7. \| Jordi Warlop \| Sport Vlaanderen-Baloise \| + 15s \| \| \| 8. \| Reinardt Janse van Rensburg \| NTT Pro Cycling \| + 15s \| \| \| 9. \| Tim Wellens \| Lotto-Soudal \| + 16s \| \| \| 10. \| Jan Bakelants \| Circus-Wanty Gobert \| + 17s \| \| |                             |                          |          |
| |                             |                          |          |
| Fonte: ProCyclingStats |                             |                          |          |
| Classificação geral |                             |                          |          |
| Ciclista | Ciclista                    | Equipe                   | Tempo    |
| 1. | Eduard-Michael Grosu        | Nippo-Delko One Provence | 7h38m49s |
| 2. | Diego Ulissi                | UAE Team Emirates        | + 5s     |
| 3. | Amaury Capiot               | Sport Vlaanderen-Baloise | + 9s     |
| 4. | Alexander Krieger           | Alpecin-Fenix            | + 11s    |
| 5. | Vincenzo Albanese           | Bardiani CSF Faizanè     | + 12s    |
| 6. | Rui Oliveira                | UAE Team Emirates        | + 12s    |
| 7. | Jordi Warlop                | Sport Vlaanderen-Baloise | + 15s    |
| 8. | Reinardt Janse van Rensburg | NTT Pro Cycling          | + 15s    |
| 9. | Tim Wellens                 | Lotto-Soudal             | + 16s    |
| 10. | Jan Bakelants               | Circus-Wanty Gobert      | + 17s    |

### 4.ª etapa
| Rodange - Differdange | etapa escarpada | (201 km) |

| \| Classificação por etapas \| Classificação por etapas \| Classificação por etapas \| Classificação por etapas \| Classificação por etapas \| \| Ciclista \| Ciclista \| Equipe \| Tempo \| \| \| ------------------------ \| ------------------------ \| ------------------------ \| ------------------------ \| ------------------------ \| \| 1. \| Diego Ulissi \| UAE Team Emirates \| 4h45m23s \| \| \| 2. \| Aimé De Gendt \| Circus-Wanty Gobert \| + 0s \| \| \| 3. \| Markus Hoelgaard \| Uno-X Pro Cycling Team \| + 0s \| \| \| 4. \| Tim Wellens \| Lotto-Soudal \| + 0s \| \| \| 5. \| Alexander Krieger \| Alpecin-Fenix \| + 15s \| \| \| 6. \| Jan Bakelants \| Circus-Wanty Gobert \| + 15s \| \| \| 7. \| Mauro Schmid \| Leopard Pro Cycling \| + 15s \| \| \| 8. \| Vadim Pronskiy \| Astana \| + 15s \| \| \| 9. \| Aurélien Paret-Peintre \| AG2R La Mondiale \| + 15s \| \| \| 10. \| Andreas Kron \| Riwal Securitas \| + 15s \| \| |                        |                        |          |
| |                        |                        |          |
| Fonte: ProCyclingStats |                        |                        |          |
| Classificação por etapas |                        |                        |          |
| Ciclista | Ciclista               | Equipe                 | Tempo    |
| 1. | Diego Ulissi           | UAE Team Emirates      | 4h45m23s |
| 2. | Aimé De Gendt          | Circus-Wanty Gobert    | + 0s     |
| 3. | Markus Hoelgaard       | Uno-X Pro Cycling Team | + 0s     |
| 4. | Tim Wellens            | Lotto-Soudal           | + 0s     |
| 5. | Alexander Krieger      | Alpecin-Fenix          | + 15s    |
| 6. | Jan Bakelants          | Circus-Wanty Gobert    | + 15s    |
| 7. | Mauro Schmid           | Leopard Pro Cycling    | + 15s    |
| 8. | Vadim Pronskiy         | Astana                 | + 15s    |
| 9. | Aurélien Paret-Peintre | AG2R La Mondiale       | + 15s    |
| 10. | Andreas Kron           | Riwal Securitas        | + 15s    |

| \| Classificação geral \| Classificação geral \| Classificação geral \| Classificação geral \| Classificação geral \| \| Ciclista \| Ciclista \| Equipe \| Tempo \| \| \| ------------------- \| ---------------------- \| ---------------------- \| ------------------- \| ------------------- \| \| 1. \| Diego Ulissi \| UAE Team Emirates \| 12h24m07s \| \| \| 2. \| Aimé De Gendt \| Circus-Wanty Gobert \| + 17s \| \| \| 3. \| Markus Hoelgaard \| Uno-X Pro Cycling Team \| + 19s \| \| \| 4. \| Tim Wellens \| Lotto-Soudal \| + 21s \| \| \| 5. \| Alexander Krieger \| Alpecin-Fenix \| + 31s \| \| \| 6. \| Jan Bakelants \| Circus-Wanty Gobert \| + 34s \| \| \| 7. \| Aurélien Paret-Peintre \| AG2R La Mondiale \| + 38s \| \| \| 8. \| Clément Champoussin \| AG2R La Mondiale \| + 38s \| \| \| 9. \| Mauro Schmid \| Leopard Pro Cycling \| + 38s \| \| \| 10. \| Andreas Kron \| Riwal Securitas \| + 38s \| \| |                        |                        |           |
| |                        |                        |           |
| Fonte: ProCyclingStats |                        |                        |           |
| Classificação geral |                        |                        |           |
| Ciclista | Ciclista               | Equipe                 | Tempo     |
| 1. | Diego Ulissi           | UAE Team Emirates      | 12h24m07s |
| 2. | Aimé De Gendt          | Circus-Wanty Gobert    | + 17s     |
| 3. | Markus Hoelgaard       | Uno-X Pro Cycling Team | + 19s     |
| 4. | Tim Wellens            | Lotto-Soudal           | + 21s     |
| 5. | Alexander Krieger      | Alpecin-Fenix          | + 31s     |
| 6. | Jan Bakelants          | Circus-Wanty Gobert    | + 34s     |
| 7. | Aurélien Paret-Peintre | AG2R La Mondiale       | + 38s     |
| 8. | Clément Champoussin    | AG2R La Mondiale       | + 38s     |
| 9. | Mauro Schmid           | Leopard Pro Cycling    | + 38s     |
| 10. | Andreas Kron           | Riwal Securitas        | + 38s     |

### 5.ª etapa
| Mersch - Luxemburgo | etapa escarpada | (177 km) |

| \| Classificação por etapas \| Classificação por etapas \| Classificação por etapas \| Classificação por etapas \| Classificação por etapas \| \| Ciclista \| Ciclista \| Equipe \| Tempo \| \| \| ------------------------ \| ------------------------ \| ------------------------ \| ------------------------ \| ------------------------ \| \| 1. \| Andreas Kron \| Riwal Securitas \| 4h08m42s \| \| \| 2. \| Diego Ulissi \| UAE Team Emirates \| + 0s \| \| \| 3. \| Markus Hoelgaard \| Uno-X Pro Cycling Team \| + 0s \| \| \| 4. \| Jan Bakelants \| Circus-Wanty Gobert \| + 0s \| \| \| 5. \| Petr Vakoč \| Alpecin-Fenix \| + 0s \| \| \| 6. \| Clément Champoussin \| AG2R La Mondiale \| + 0s \| \| \| 7. \| Aimé De Gendt \| Circus-Wanty Gobert \| + 0s \| \| \| 8. \| Franck Bonnamour \| Arkéa-Samsic \| + 6s \| \| \| 9. \| Alexander Krieger \| Alpecin-Fenix \| + 6s \| \| \| 10. \| Romain Hardy \| Arkéa-Samsic \| + 6s \| \| |                     |                        |          |
| |                     |                        |          |
| Fonte: ProCyclingStats |                     |                        |          |
| Classificação por etapas |                     |                        |          |
| Ciclista | Ciclista            | Equipe                 | Tempo    |
| 1. | Andreas Kron        | Riwal Securitas        | 4h08m42s |
| 2. | Diego Ulissi        | UAE Team Emirates      | + 0s     |
| 3. | Markus Hoelgaard    | Uno-X Pro Cycling Team | + 0s     |
| 4. | Jan Bakelants       | Circus-Wanty Gobert    | + 0s     |
| 5. | Petr Vakoč          | Alpecin-Fenix          | + 0s     |
| 6. | Clément Champoussin | AG2R La Mondiale       | + 0s     |
| 7. | Aimé De Gendt       | Circus-Wanty Gobert    | + 0s     |
| 8. | Franck Bonnamour    | Arkéa-Samsic           | + 6s     |
| 9. | Alexander Krieger   | Alpecin-Fenix          | + 6s     |
| 10. | Romain Hardy        | Arkéa-Samsic           | + 6s     |

## Classificações finais
As classificações finalizaram da seguinte forma:

### Classificação geral
| \| Classificação geral \| Classificação geral \| Classificação geral \| Classificação geral \| Classificação geral \| \| Ciclista \| Ciclista \| Equipe \| Tempo \| \| \| ------------------- \| ---------------------- \| ---------------------- \| ------------------- \| ------------------- \| \| 1. \| Diego Ulissi \| UAE Team Emirates \| 16h32m39s \| \| \| 2. \| Markus Hoelgaard \| Uno-X Pro Cycling Team \| + 25s \| \| \| 3. \| Aimé De Gendt \| Circus-Wanty Gobert \| + 27s \| \| \| 4. \| Tim Wellens \| Lotto-Soudal \| + 35s \| \| \| 5. \| Andreas Kron \| Riwal Securitas \| + 38s \| \| \| 6. \| Jan Bakelants \| Circus-Wanty Gobert \| + 44s \| \| \| 7. \| Alexander Krieger \| Alpecin-Fenix \| + 47s \| \| \| 8. \| Clément Champoussin \| AG2R La Mondiale \| + 48s \| \| \| 9. \| Petr Vakoč \| Alpecin-Fenix \| + 50s \| \| \| 10. \| Aurélien Paret-Peintre \| AG2R La Mondiale \| + 54s \| \| |                        |                        |           |
| |                        |                        |           |
| Fonte: ProCyclingStats |                        |                        |           |
| Classificação geral |                        |                        |           |
| Ciclista | Ciclista               | Equipe                 | Tempo     |
| 1. | Diego Ulissi           | UAE Team Emirates      | 16h32m39s |
| 2. | Markus Hoelgaard       | Uno-X Pro Cycling Team | + 25s     |
| 3. | Aimé De Gendt          | Circus-Wanty Gobert    | + 27s     |
| 4. | Tim Wellens            | Lotto-Soudal           | + 35s     |
| 5. | Andreas Kron           | Riwal Securitas        | + 38s     |
| 6. | Jan Bakelants          | Circus-Wanty Gobert    | + 44s     |
| 7. | Alexander Krieger      | Alpecin-Fenix          | + 47s     |
| 8. | Clément Champoussin    | AG2R La Mondiale       | + 48s     |
| 9. | Petr Vakoč             | Alpecin-Fenix          | + 50s     |
| 10. | Aurélien Paret-Peintre | AG2R La Mondiale       | + 54s     |

### Classificação por pontos
| Classificação por pontos | Classificação por pontos | Classificação por pontos | Classificação por pontos | Classificação por pontos |
| Ciclista                 | Ciclista                 | Equipe                   | Pontos                   |                          |
| ------------------------ | ------------------------ | ------------------------ | ------------------------ | ------------------------ |
| 1.                       | Diego Ulissi             | UAE Team Emirates        | 56 pts                   |                          |
| 2.                       | Alexander Krieger        | Alpecin-Fenix            | 30 pts                   |                          |
| 3.                       | Markus Hoelgaard         | Uno-X Pro Cycling Team   | 28 pts                   |                          |
| 4.                       | Andreas Kron             | Riwal Securitas          | 21 pts                   |                          |
| 5.                       | Aimé De Gendt            | Circus-Wanty Gobert      | 21 pts                   |                          |
| 6.                       | John Degenkolb           | Lotto-Soudal             | 20 pts                   |                          |
| 7.                       | Arnaud Démare            | Groupama-FDJ             | 20 pts                   |                          |
| 8.                       | Jan Bakelants            | Circus-Wanty Gobert      | 18 pts                   |                          |
| 9.                       | Jordi Warlop             | Sport Vlaanderen-Baloise | 15 pts                   |                          |
| 10.                      | Pieter Vanspeybrouck     | Circus-Wanty Gobert      | 13 pts                   |                          |

### Classificação da montanha
| Classificação da montanha | Classificação da montanha | Classificação da montanha  | Classificação da montanha | Classificação da montanha |
| Ciclista                  | Ciclista                  | Equipe                     | Pontos                    |                           |
| ------------------------- | ------------------------- | -------------------------- | ------------------------- | ------------------------- |
| 1.                        | Baptiste Planckaert       | Bingoal-Wallonie Bruxelles | 29 pts                    |                           |
| 2.                        | Ben O'Connor              | NTT Pro Cycling            | 18 pts                    |                           |
| 3.                        | Diego Ulissi              | UAE Team Emirates          | 12 pts                    |                           |
| 4.                        | Santiago Buitrago         | Bahrain McLaren            | 9 pts                     |                           |
| 5.                        | Clément Champoussin       | AG2R La Mondiale           | 8 pts                     |                           |
| 6.                        | Xandro Meurisse           | Circus-Wanty Gobert        | 8 pts                     |                           |
| 7.                        | Etienne van Empel         | Vini Zabù-KTM              | 8 pts                     |                           |
| 8.                        | François Bidard           | AG2R La Mondiale           | 7 pts                     |                           |
| 9.                        | Andreas Kron              | Riwal Securitas            | 7 pts                     |                           |
| 10.                       | Johannes Schinnagel       | Team Vorarlberg-Santic     | 7 pts                     |                           |

### Classificação dos jovens
| Classificação dos jovens | Classificação dos jovens | Classificação dos jovens            | Classificação dos jovens | Classificação dos jovens |
| Ciclista                 | Ciclista                 | Equipe                              | Tempo                    |                          |
| ------------------------ | ------------------------ | ----------------------------------- | ------------------------ | ------------------------ |
| 1.                       | Andreas Kron             | Riwal Securitas                     | 16h33m17s                |                          |
| 2.                       | Clément Champoussin      | AG2R La Mondiale                    | + 10s                    |                          |
| 3.                       | Aurélien Paret-Peintre   | AG2R La Mondiale                    | + 16s                    |                          |
| 4.                       | Mauro Schmid             | Leopard Pro Cycling                 | + 21s                    |                          |
| 5.                       | Vadim Pronskiy           | Astana                              | + 27s                    |                          |
| 6.                       | Santiago Buitrago        | Bahrain McLaren                     | + 1m48s                  |                          |
| 7.                       | Jan Maas                 | Leopard Pro Cycling                 | + 2m35s                  |                          |
| 8.                       | Ivan Centrone            | Natura4Ever-Roubaix Lille Métropole | + 2m42s                  |                          |
| 9.                       | Jordi Warlop             | Sport Vlaanderen-Baloise            | + 2m48s                  |                          |
| 10.                      | Senne Leysen             | Alpecin-Fenix                       | + 3m02s                  |                          |

### Classificação por equipas
| Classificação por equipes | Classificação por equipes  | Classificação por equipes | Classificação por equipes |
| Equipe                    | Equipe                     | Tempo                     |                           |
| ------------------------- | -------------------------- | ------------------------- | ------------------------- |
| 1.                        | AG2R La Mondiale           | 49h42m17s                 |                           |
| 2.                        | Alpecin-Fenix              | + 1m02s                   |                           |
| 3.                        | Circus-Wanty Gobert        | + 3m16s                   |                           |
| 4.                        | Lotto Soudal               | + 3m27s                   |                           |
| 5.                        | Arkéa-Samsic               | + 3m32s                   |                           |
| 6.                        | Bingoal-Wallonie Bruxelles | + 5m32s                   |                           |
| 7.                        | Sport Vlaanderen-Baloise   | + 7m37s                   |                           |
| 8.                        | Riwal Securitas            | + 10m52s                  |                           |
| 9.                        | NTT Pro Cycling            | + 10m55s                  |                           |
| 10.                       | Astana                     | + 12m15s                  |                           |

## Evolução das classificações
| Etapa                 | Vencedor              | Classificação geral  | Classificação por pontos | Classificação da montanha | Classificação dos jovens | Classificação por equipas |
| --------------------- | --------------------- | -------------------- | ------------------------ | ------------------------- | ------------------------ | ------------------------- |
| 1.ª                   | Diego Ulissi          | Diego Ulissi         | Diego Ulissi             | Axel Zingle               | Jasper Philipsen         | UAE Emirates              |
| 2.ª                   | Arnaud Démare         | Diego Ulissi         | Jasper Philipsen         | Axel Zingle               | Jasper Philipsen         | UAE Emirates              |
| 3.ª                   | John Degenkolb        | Eduard-Michael Grosu | Eduard-Michael Grosu     | Baptiste Planckaert       | Vincenzo Albanese        | Riwal Securitas           |
| 4.ª                   | Diego Ulissi          | Diego Ulissi         | Diego Ulissi             | Sergio Román Martín       | Aurélien Paret-Peintre   | Circus-Wanty Gobert       |
| 5.ª                   | Andreas Kron          | Diego Ulissi         | Diego Ulissi             | Baptiste Planckaert       | Andreas Kron             | AG2R La Mondiale          |
| Classificações finais | Classificações finais | Diego Ulissi         | Diego Ulissi             | Baptiste Planckaert       | Andreas Kron             | AG2R La Mondiale          |

## UCI World Ranking
O Volta ao Luxemburgo outorgou pontos para o UCI World Ranking para corredores das equipas nas categorias UCI WorldTeam, UCI ProTeam e Continental. As seguintes tabelas são o barómetro de pontuação e os 10 corredores que obtiveram mais pontos:
| Posição             | 1.º | 2.º | 3.º | 4.º | 5.º | 6.º | 7.º | 8.º | 9.º | 10.º | 11.º | 12.º | 13.º | 14.º | 15.º | 16.º-30.º | 31.º-40.º |
| Classificação geral | 200 | 150 | 125 | 100 | 85  | 70  | 60  | 50  | 40  | 35   | 30   | 25   | 20   | 15   | 10   | 5         | 3         |
| Por etapa           | 20  | 10  | 5   |     |     |     |     |     |     |      |      |      |      |      |      |           |           |
| Líder               | 5   |     |     |     |     |     |     |     |     |      |      |      |      |      |      |           |           |

| Classificação |                        |                     |       |       |       |       |
| Posição       | Ciclista               | Equipa              | Geral | Etapa | Líder | Total |
| ------------- | ---------------------- | ------------------- | ----- | ----- | ----- | ----- |
| 1.º           | Diego Ulissi           | UAE Emirates        | 200   | 50    | 15    | 265   |
| 2.º           | Markus Hoelgaard       | Uno-X               | 150   | 10    | -     | 160   |
| 3.º           | Aimé De Gendt          | Circus-Wanty Gobert | 125   | 10    | -     | 135   |
| 4.º           | Andreas Kron           | Riwal Securitas     | 85    | 20    | -     | 105   |
| 5.º           | Tim Wellens            | Lotto Soudal        | 100   | -     | -     | 100   |
| 6.º           | Jan Bakelants          | Circus-Wanty Gobert | 70    | -     | -     | 70    |
| 7.º           | Alexander Krieger      | Alpecin-Fenix       | 60    | 5     | -     | 65    |
| 8.º           | Clément Champoussin    | AG2R La Mondiale    | 50    | -     | -     | 50    |
| 9.º           | Petr Vakoč             | Alpecin-Fenix       | 40    | -     | -     | 40    |
| 10.º          | Aurélien Paret-Peintre | AG2R La Mondiale    | 35    | -     | -     | 35    |